# Episodi di Dallas (serie televisiva 1978) (quarta stagione)
Questa voce contiene trame, dettagli e crediti dei registi e degli sceneggiatori della quarta stagione della serie televisiva Dallas.
Negli Stati Uniti d'America, è stata trasmessa per la prima volta dalla CBS dal 7 novembre 1980 al 1º maggio 1981, posizionandosi al 1º posto nei rating Nielsen di fine anno con il 34,5% di penetrazione e con una media di 27.600.000 spettatori.
In Italia è stata trasmessa in prima visione da Canale 5 a partire dal 19 gennaio 1982.
- Il cliffhanger di fine stagione

Mentre Cliff va al Southfork Ranch per incontrare Bobby, scorge un corpo di donna nella piscina di casa Ewing. Cerca di soccorrere la donna (la cui identità non viene rivelata allo spettatore, facendogli supporre che la donna sia Pamela) e vede J.R. al balcone soprastante la piscina. Nota inoltre che la ringhiera del balcone è in parte divelta (probabilmente è il punto da cui la donna è caduta). Cliff crede J.R. colpevole e gli urla "È morta, brutto bastardo!".

Risoluzione: la donna morta è Kristin Shepard, ma la sua morte è accidentale (la donna è annegata perché sotto l'effetto di droghe). In seguito, suo figlio Christopher viene venduto dal padre - in debito con alcuni spacciatori - a Bobby e Pamela, che lo adotteranno.

Un nuovo mistero.
Dall'episodio Rapimento, finale di stagione.

| nº | Titolo originale                 | Titolo italiano                            | Prima TV USA     | Prima TV Italia  |
| -- | -------------------------------- | ------------------------------------------ | ---------------- | ---------------- |
| 1  | No More Mister Nice Guy - Part 1 | Convalescenza - Parte 1                    | 7 novembre 1980  | 19 gennaio 1982  |
| 2  | No More Mister Nice Guy - Part 2 | Convalescenza - Parte 2                    | 9 novembre 1980  | 26 gennaio 1982  |
| 3  | Nightmare                        | L'incubo                                   | 14 novembre 1980 | 1º febbraio 1982 |
| 4  | Who Done It                      | Chi ha sparato a J.R.?                     | 21 novembre 1980 |                  |
| 5  | Taste of Success                 | Il gusto del successo                      | 28 novembre 1980 | 16 febbraio 1982 |
| 6  | Venezuelan Connection            | Petrolio dal Venezuela                     | 5 dicembre 1980  |                  |
| 7  | The Fourth Son                   | Il quarto figlio                           | 12 dicembre 1980 | 2 marzo 1982     |
| 8  | Trouble at Ewing 23              | Pericolo al Pozzo 23                       | 19 dicembre 1980 | 4 marzo 1982     |
| 9  | The Prodigal Mother              | Madre prodiga                              | 2 gennaio 1981   | 9 marzo 1982     |
| 10 | Executive Wife                   | La moglie di riserva                       | 9 gennaio 1981   | 11 marzo 1982    |
| 11 | End of the Road - Part 1         | Fine di una strada - Parte 1               | 16 gennaio 1981  | 16 marzo 1982    |
| 12 | End of the Road - Part 2         | Fine di una strada - Parte 2               | 23 gennaio 1981  | 18 marzo 1982    |
| 13 | Making of a President            | Come si diventa Presidente                 | 30 gennaio 1981  | 23 marzo 1982    |
| 14 | Start the Revolution with Me     | La rivoluzione o Fai la rivoluzione con me | 6 febbraio 1981  | 25 marzo 1982    |
| 15 | The Quest                        | La caccia                                  | 13 febbraio 1981 | 30 marzo 1982    |
| 16 | Lover, Come Back                 | Amore, ritorna                             | 20 febbraio 1981 |                  |
| 17 | The New Mrs. Ewing               | La nuova signora Ewing                     | 27 febbraio 1981 | 6 aprile 1982    |
| 18 | Mark of Cain                     | Il marchio di Caino                        | 13 marzo 1981    | 8 aprile 1982    |
| 19 | The Gathering Storm              | Terremoto in casa Ewing                    | 27 marzo 1981    |                  |
| 20 | Ewing versus Ewing               | Ewing contro Ewing                         | 3 aprile 1981    | 15 aprile 1982   |
| 21 | New Beginnings                   | Un nuovo inizio o Una nuova vita           | 10 aprile 1981   | 20 aprile 1982   |
| 22 | Full Circle                      | Il cerchio si chiude                       | 17 aprile 1981   | 22 aprile 1982   |
| 23 | Ewing-Gate                       | Rapimento                                  | 1º maggio 1981   |                  |

- Cast regolare[20]:
Barbara Bel Geddes (Miss Ellie Ewing)
Jim Davis (Jock Ewing)
Patrick Duffy (Bobby Ewing)
Linda Gray (Sue Ellen Ewing)
Larry Hagman (J.R. Ewing)
Steve Kanaly (Ray Krebbs)
Ken Kercheval (Cliff Barnes)
Victoria Principal (Pamela Barnes Ewing)
Charlene Tilton (Lucy Ewing)

- Cast ricorrente:
Mary Crosby[21] (Kristin Shepard) – episodi 1/5, 22, 23
Susan Flannery (Leslie Stewart) – episodi 13/23
Susan Howard (Donna Culver) – episodi 4, 5, 7/23
Leigh McCloskey (Mitch Cooper) – episodi 2/7, 9/23
- Special Guest Star:
Howard Keel (Clayton Farlow) – episodi 16, 23
- Guest Star:
Audrey Landers (Afton Cooper) – episodi 11/13, 15, 19/23
Jared Martin (Dusty Farlow) – episodi 16, 22, 23
Priscilla Pointer[21] (Rebecca Barnes Wentworth) – episodi 9, 18/22

## Convalescenza - Parte 1
- Titolo originale: No More Mister Nice Guy - Part 1
- Diretto da: Leonard Katzman
- Scritto da: Arthur Bernard Lewis

### Trama
Una donna delle pulizie trova il corpo di J.R. esanime e ferito da due colpi di pistola. Trasportato in ospedale, l'uomo è tra la vita e la morte. Iniziano le indagini e la polizia spera in un celere risveglio dell'uomo affinché possa dare validi indizi per trovare il colpevole. Bobby e Pamela, che avevano deciso di abbandonare per sempre Southfork e gli Ewing, tornano sui loro passi, mentre Lucy avverte Gary e sua madre dell'attentato a J.R.
- Guest Star: Michael Alldredge (Detective Don Horton), Christopher Coffey (Greg Forrester), Peter Donat (Dott. Miles Pearson), Ted Shackelford (Gary Ewing), Joan Van Ark (Valene Ewing)
- Altri interpreti: Tyler Banks (John Ross Ewing III), Tami Barber, Dave Beidleman, Sarah Buchannan, Karlene Crockett (Muriel Gillis), Maureen Crudden, Dodie Freeman, Jack Gallagher, Meg Gallagher (Louella), Nik Hagler (Detective Frost), Chris Hendrie, Suzanne Jacobs, Barbara Kain, Ray Le Pere, Tim Lonsdale, Jeanna Michaels (Connie), Virginia Peters, Ray Stewart, Randy Tallman, Paco Vela

## Convalescenza - Parte 2
- Titolo originale: No More Mister Nice Guy - Part 2
- Diretto da: Leonard Katzman
- Scritto da: Arthur Bernard Lewis

### Trama
Gary arriva a Dallas per fare visita a J.R. e alla sua famiglia. Mentre J.R. viene sottoposto a un secondo intervento chirurgico, Bobby prende le redini della Ewing Oil, con il benestare di Jock. Sue Ellen, intanto, combatte contro il suo senso di colpa in quanto la donna crede di essere stata lei a sparare a suo marito, sotto l'effetto dell'alcol. Cliff viene preso sotto custodia quando una pistola viene rinvenuta nel suo appartamento. Lucy conosce Mitch Cooper, studente in medicina.
- Guest Star: Michael Alldredge (Detective Don Horton), Royce D. Applegate, Jeff Cooper (Dott. Simon Ellby), Peter Donat (Dott. Miles Pearson), Randolph Powell (Alan Beam), Ted Shackelford (Gary Ewing)
- Altri interpreti: Dan Ammerman (Dott. Auclair), Tyler Banks (John Ross Ewing III), Tami Barber, Barbara Beckley, Lisa Delafield, Fern Fitzgerald (Marilee Stone), Meg Gallagher (Louella), Layla Gallaway, Tim Lonsdale, Joe Mays, Jeanna Michaels (Connie), Miles Mutchler, Ray Stewart, Janine Turner

## L'incubo
- Titolo originale: Nightmare
- Diretto da: Irving J. Moore
- Scritto da: Linda B. Elstad

### Trama
J.R. è rimasto paralizzato dopo l'attentato. Jock, nel frattempo, trova l'arma che è stata usata per sparare a suo figlio, e sospetta che il colpevole sia da ricercare nella ristretta cerchia familiare. Quando la polizia analizza la pistola, trovano le impronte digitali di Sue Ellen, che viene arrestata.
- Guest Star: Michael Alldredge (Detective Don Horton), Barbara Babcock (Liz Craig), Christopher Coffey (Greg Forrester), Jeff Cooper (Dott. Simon Ellby), Laurence Haddon (Franklin Horner)
- Altri interpreti: Tyler Banks (John Ross Ewing III), David J. Bowman (Tom Selby), Meg Gallagher (Louella), Hugh Gorrian, Wayne Heffley, Jan Jordan, Jeanna Michaels (Connie), Don Starr (Jordan Lee)

## Chi ha sparato a J.R.?
- Titolo originale: Who Done It
- Diretto da: Leonard Katzman
- Scritto da: Loraine Despres

### Trama
Sue Ellen viene abbandonata dall'intera famiglia Ewing. Misteriosamente qualcuno paga la sua cauzione e la donna si rifugia da sua sorella Kristin. Per cercare di capire se sia davvero stata lei a sparare a suo marito, la donna accetta di sottoporsi ad alcune sessioni di ipnosi per mano del dottor Elby. Proprio durante queste sessioni, la donna riesce a capire chi ha sparato a J.R.: sua sorella Kristin.
- Guest Star: Jeff Cooper (Dott. Simon Ellby), Tom Fuccello (Dave Culver), John Lehne (Kyle Bennett), Laurence Haddon (Franklin Horner), Gregory Walcott (Jim Redfield)
- Altri interpreti: Tyler Banks (John Ross Ewing III), Kenneth Farmer (Burton), Toni Garrett, Nik Hagler (Detective Frost), Lee Holmes, Debra Stricklin, Tim Lonsdale

## Il gusto del successo
- Titolo originale: Taste of Success
- Diretto da: Irving J. Moore
- Scritto da: Robert J. Shaw

### Trama
Quando Kristin comunica di aspettare un figlio da J.R., l'uomo fa cadere tutte le accuse contro di lei. La donna si trasferisce così in California, dove verrà mantenuta da J.R. Intanto Bobby, nuovo presidente della Ewing Oil, si impegna duramente sul lavoro per acquistare una raffineria di petrolio che suo padre ha sempre voluto possedere. Quando J.R. viene a saperlo, cerca di sabotare il suo piano.
- Guest Star: Barbara Babcock (Liz Craig), Michael Bell (Les Crowley), Jeff Cooper (Dott. Simon Ellby), Tom Fuccello (Dave Culver), Laurence Haddon (Franklin Horner), Tom Taylor (Martin Purcell), Warren Vanders (Harry Owens), Gregory Walcott (Jim Redfield)
- Altri interpreti: Robert Ackerman (Wade Luce), Tyler Banks (John Ross Ewing III), David J. Bowman (Tom Selby), Jeanna Michaels (Connie), Lynn Seibel, Paul Sorensen (Andy Bradley), Don Starr (Jordan Lee)

## Petrolio dal Venezuela
- Titolo originale: Venezuelan Connection
- Diretto da: Leonard Katzman
- Scritto da: Leah Markus

### Trama
I conflitti tra J.R. e Bobby si accentuano fortemente, in quanto Bobby non vuole lasciare il posto della presidenza della Ewing Oil a suo fratello. Jock, preso tra due fuochi, ritiene che Bobby stia facendo un lavoro migliore per l'azienda di famiglia, come un accordo con il Venezuela per una nuova raffineria.
- Special Guest Star: E.J. André (Eugene Bullock), Joanna Cassidy (Sally Bullock)
- Guest Star: Jeff Cooper (Dott. Simon Ellby), Ted Gehring (Brady York), Richard Herd (John Mackey), William Windom (Amos Krebbs), Morgan Woodward (Punk Anderson)
- Altri interpreti: Tami Barber, Scott Campbell, Michael Deerfield, Candice Fairbanks, Meg Gallagher (Louella), Jerry Haynes (Pat Powers), Robert McGovern, Jack Mayhall, Lawrence L. Melton, Jeanna Michaels (Connie), Kenneth Pressley, Brad Simpson, Janine Turner, Robert Valgova

## Il quarto figlio
- Titolo originale: The Fourth Son
- Diretto da: Irving J. Moore
- Scritto da: Howard Lakin

### Trama
Il naufragio di una petroliera e la perdita di oltre 18 milioni di dollari mette a rischio la presidenza di Bobby alla Ewing Oil. Intanto, Ray Krebbs riceve la visita inaspettate di Amos, suo padre. L'uomo ha delle notizie scioccanti: il padre biologico di Ray è Jock Ewing.
- Special Guest Star: E.J. André (Eugene Bullock), Joanna Cassidy (Sally Bullock)
- Guest Star: John Crawford (Mort Wilkinson), Ted Gehring (Brady York), William Windom (Amos Krebbs)
- Altri interpreti: Corinne Carroll, Harlan Jordan, Richard Lockmiller, Jeanna Michaels (Connie), Wayne Smith

## Pericolo al Pozzo 23
- Titolo originale: Trouble at Ewing 23
- Diretto da: Leonard Katzman
- Scritto da: Louie Elias

### Trama
La minaccia di far esplodere il Pozzo 23 della Ewing Oil da parte di un estorsore dà la possibilità a J.R. di tornare alla presidenza dell'azienda di famiglia. Intanto, Ray cerca di affrontare al meglio la rivelazione di essere figlio di Jock e al contempo di salvare il suo rapporto con Donna, sempre più vicina a Cliff.
- Guest Star: Michael Bell (Les Crowley), Laurence Haddon (Franklin Horner), Richard Herd (John Mackey), Warren Vanders (Harry Owens),
- Altri interpreti: Kent Barton, David Boyle, Ray Colbert, Glen Davis, John Furlong, Meg Gallagher (Louella), Ron Jacobson, Sherril Lynn Katzman (Jackie Dugan), Jeanna Michaels (Connie), Wayne Smith, John Warner Williams (Larry)

## Madre prodiga
- Titolo originale: The Prodigal Mother
- Diretto da: Irving J. Moore
- Scritto da: David Paulsen

### Trama
Mentre Pamela pensa di aver finalmente ritrovato sua madre, Lucy chiede a Mitch di sposarla. J.R. invece è sempre più preso dai suoi piani meschini per estromettere suo fratello dalla Ewing Oil una volta per tutte.
- Guest Star: Michael Bell (Les Crowley), Tom Fuccello (Dave Culver), Richard Herd (John Mackey), Morgan Woodward (Punk Anderson)
- Altri interpreti: Karlene Crockett (Muriel Gillis), Trent Dolan (Baxter Kirby), Jerry Haynes (Pat Powers), Carol Kurban, John Martin, Sherry Moseley, Laura Rice, Don Starr (Jordan Lee), Mike Tallmadge

## La moglie di riserva
- Titolo originale: Executive Wife
- Diretto da: Leonard Katzman
- Scritto da: Rena Down

### Trama
Pamela si sente trascurata da Bobby - troppo impegnato a mantenere la sua posizione alla Ewing Oil - e accetta la corte di Alex Ward. J.R. cerca di convincere Jock a concludere un investimento, ben sapendo che questo interferirà con altri affari che Bobby ha intenzione di ultimare. Lucy annuncia il suo fidanzamento con Mitch, anche se la famiglia non approva.
- Special Guest Star: William Smithers (Jeremy Wendell)
- Guest Star: Barbara Babcock (Liz Craig), Michael Bell (Les Crowley), Joel Fabiani (Alex Ward), Ted Gehring (Brady York), Morgan Woodward (Punk Anderson)
- Altri interpreti: Neil Brooks Cunningham, Tom Brunelle, Meg Gallagher (Louella), Jerry Haynes (Pat Powers), Ron Jacobson, Sherril Lynn Katzman (Jackie Dugan), Jeanna Michaels (Connie), Bob O'Sullivan

## Fine di una strada - Parte 1
- Titolo originale: End of the Road - Part 1
- Diretto da: Irving J. Moore
- Scritto da: Leonard Katzman

### Trama
Con i suoi piani meschini, J.R. riesce a mettere Bobby in difficoltà. Questi infatti si trova di fronte a un ottimo accordo petrolifero che potrebbe riportare la Ewing Oil ai vecchi fasti. Ma l'accordo entrerebbe in conflitto con gli investimenti predisposti da Jock. Intanto, J.R. si sente attratto dalla sorella di Mitch, Afton, appena giunta a Dallas per il matrimonio di suo fratello con Lucy.
- Special Guest Star: Anne Francis (Arliss Cooper), William Smithers (Jeremy Wendell)
- Guest Star: Barbara Babcock (Liz Craig), Harry Carey Jr. (Red), Joel Fabiani (Alex Ward), Morgan Woodward (Punk Anderson)
- Altri interpreti: Jennifer Andrews, Jeanne Bates, David J. Bowman (Mark Harrelson), Marc Breaux, Meg Gallagher (Louella), Sherril Lynn Katzman (Jackie Dugan), Jeanna Michaels (Connie), Sarah Miller, Don Starr (Jordan Lee), Janine Turner

## Fine di una strada - Parte 2
- Titolo originale: End of the Road - Part 2
- Diretto da: Irving J. Moore
- Scritto da: Leonard Katzman

### Trama
Durante il matrimonio di Lucy con Mitch, vari eventi rovinano l'atmosfera: J.R. flirta in modo spudorato con Afton (tanto che dormiranno insieme) e Sue Ellen, per ripicca, accetta la corte di un suo ex fidanzato, Clint Ogden. Bobby dà le dimissioni da presidente della Ewing Oil, cadendo nello sconforto. Miss Ellie e Jock sono ai ferri corti, a causa del trattamento che quest'ultimo riserva a Gary.
- Special Guest Star: Anne Francis (Arliss Cooper), Monte Markham (Clint Ogden), William Smithers (Jeremy Wendell)
- Guest Star: Barbara Babcock (Liz Craig), Joel Fabiani (Alex Ward), Ted Gehring (Brady York), Ted Shackelford (Gary Ewing), Joan Van Ark (Valene Ewing)
- Altri interpreti: Karlene Crockett (Muriel Gillis), Richard Derr, Meg Gallagher (Louella), Sam Irvin, Nancy Jeris, Sherril Lynn Katzman (Jackie Dugan), Stacy Keach Sr., Jeanna Michaels (Connie), Robert Rockwell (Ministro), Don Starr (Jordan Lee), Bill Wiley

## Come si diventa Presidente
- Titolo originale: Making of a President
- Diretto da: Gunnar Hellström
- Scritto da: Arthur Bernard Lewis

### Trama
Tornato alla presidenza della Ewing Oil, J.R. assume un'esperta di pubbliche relazioni, Leslie Stewart, per dare nuovo lustro alla sua immagine. Intanto, Sue Ellen scopre che Pamela ha un appuntamento con Alex. Miss Ellie dice a Jock che non riesce a perdonargli di avere avuto un altro figlio (Ray) con un'altra donna.
- Special Guest Star: Anne Francis (Arliss Cooper), Monte Markham (Clint Ogden)
- Guest Star: Ivan Bonar (Milton), Jeff Cooper (Dott. Simon Ellby), Joel Fabiani (Alex Ward), Tom Fuccello (Dave Culver), Jerry Hardin, Ron Hayes (Hank Johnson), Robert Sampson (Justin Carlisle), Noble Willingham (Senatore Pascomb), Morgan Woodward (Punk Anderson)
- Altri interpreti: Robert Ackerman (Wade Luce), Tyler Banks (John Ross Ewing III), Barry Bartle, Meg Gallagher (Louella), Paul Sorensen (Andy Bradley), Don Starr (Jordan Lee), Deborah Tranelli (Phyllis Wapner)

## La rivoluzione
- Titolo italiano alternativo: Fai la rivoluzione con me
- Titolo originale: Start the Revolution with Me
- Diretto da: Larry Hagman
- Scritto da: Rena Down

### Trama
J.R. si adopera per finanziare un rovesciamento del governo asiatico dopo che questo ha nazionalizzato i suoi giacimenti di petrolio in Asia. Nel contempo, l'uomo continua a corteggiare Leslie Stewart ma la donna resiste alle sue avances. Bobby decide di investire nel campo dell'energia solare, anche se Pam lo ritiene un azzardo. Dave Culver, chiamato al Senato degli Stati Uniti, propone a Donna di ricoprire il suo ruolo di governatore a Austin, ma la donna declina.
- Special Guest Star: Monte Markham (Clint Ogden)
- Guest Star: Barbara Babcock (Liz Craig), Len Birman (Claude Brown), Jeff Cooper (Dott. Simon Ellby), Joel Fabiani (Alex Ward), Tom Fuccello (Dave Culver), Ron Hayes (Hank Johnson), Morgan Woodward (Punk Anderson)
- Altri interpreti: Harold Ayer, B.J. Bartlett, Linda Carr, Jane D'Auvray, Woody Eney (Appleton), Meg Gallagher (Louella), Nicholas Hormann, Ron Jacobson, Ted Jordan, Sherril Lynn Katzman (Jackie Dugan), Gavin Mooney, Brian Moore, Warren Munson, Cliff Murdock, J.T. O'Connor, Martin West (Phil McKenna)

## La caccia
- Titolo originale: The Quest
- Diretto da: Gunnar Hellström
- Scritto da: Robert J. Shaw

### Trama
J.R. continua imperterrito a sedurre Leslie, ma senza successo, mentre Alex rinuncia a Pamela una volta per tutte. Donna persuade Bobby a correre per il Senato, facendo infuriare Cliff. Sue Ellen affronta la persona che la sta pedinando da un po' di tempo e fa una scoperta scioccante.
- Special Guest Star: Anne Francis (Arliss Cooper), John Lehne (Kyle Bennett), Monte Markham (Clint Ogden)
- Guest Star: Len Birman (Claude Brown), Jeff Cooper (Dott. Simon Ellby), Woody Eney (Appleton), Joel Fabiani (Alex Ward), Ron Hayes (Hank Johnson),
- Altri interpreti: Robert Balderson, Claudia Bryar, Meg Gallagher (Louella), Ted Jordan, Sherril Lynn Katzman (Jackie Dugan), Gavin Mooney, Adam Taylor, Martin West (Phil McKenna)

## Amore, ritorna
- Titolo originale: Lover, Come Back
- Diretto da: Irving J. Moore
- Scritto da: Leonard Katzman

### Trama
Sue Ellen scopre che Dusty non è morto, ma è rimasto paralizzato durante l'incidente aereo ed è costretto su una sedia a rotelle. Per questo motivo, l'uomo respinge la donna. Dopo un duro scontro sul Progetto Takapa (che vede contrapposti Jock con Ray ed Ellie con Donna), Ray e Donna si riappacificano e l'uomo le chiede di sposarlo. Il colpo di Stato in Asia, finanziato da J.R., è stato un successo e i pozzi petroliferi, fino ad allora nazionalizzati, tornano ai loro rispettivi proprietari.
- Guest Star: Joel Fabiani (Alex Ward), Ron Hayes (Hank Johnson), Morgan Woodward (Punk Anderson)
- Altri interpreti: Robert Ackerman (Wade Luce), Tyler Banks (John Ross Ewing III), Claudia Bryar, Fern Fitzgerald (Marilee Stone), Jean Howell, Ron Joseph, Sherril Lynn Katzman (Jackie Dugan), Susan Keller, Bob Moloney, Paul Sorensen (Andy Bradley), Don Starr (Jordan Lee), Gene Tyburn, Martin West (Phil McKenna)

## La nuova signora Ewing
- Titolo originale: The New Mrs. Ewing
- Diretto da: Patrick Duffy
- Scritto da: Linda B. Elstad

### Trama
Mentre Bobby vince la corsa al senato e assolda Cliff come suo consigliere legale, Leslie interferisce negli affari di J.R., facendo saltare un accordo alla Ewing Oil e facendo adirare l'uomo. Sue Ellen, depressa dopo il rifiuto di Dusty, si butta tra le braccia di Clint, finendoci a letto. Ray e Donna si sposano. Durante il cocktail organizzato per festeggiare il matrimonio di Donna e Ray, Ellie annuncia che il Progetto Takapa è stato temporaneamente bloccato dal tribunale, e scopre - con suo gran disappunto - che dietro a quel progetto c'è Jock.
- Special Guest Star: Monte Markham (Clint Ogden)
- Guest Star: Jeff Cooper (Dott. Simon Ellby), Joel Fabiani (Alex Ward), Robert Sampson (Justin Carlisle), Morgan Woodward (Punk Anderson)
- Altri interpreti: Tyler Banks (John Ross Ewing III), Maggie Brown, Daphne Eckler, Fern Fitzgerald (Marilee Stone), Meg Gallagher (Louella), Sherril Lynn Katzman (Jackie Dugan), Susan Keller, Robin Klein, Dale Reynolds, Don Starr (Jordan Lee)

## Il marchio di Caino
- Titolo originale: Mark of Cain
- Diretto da: Larry Hagman
- Scritto da: Leah Markus

### Trama
Bobby incontra delle difficoltà come senatore, in quanto Ewing. Viene infatti assegnato alla commissione che deve decidere cosa fare del territorio intorno al Takapa Lake, un progetto che ha diviso la stessa famiglia Ewing. Mentre Jock e Ray hanno infatti investito nel progetto di sviluppo della zona, Miss Ellie e Donna lottano per preservarne la terra. Intanto, Leslie dice a J.R. che cederà alle sue avances solo quando divorzierà da Sue Ellen. Rebecca, la madre di Pamela, rimane vedova e si trasferisce a Dallas. Lucy, che ha vinto un concorso di bellezza (nel precedente episodio), inizia la carriera di modella.
- Special Guest Star: Monte Markham (Clint Ogden)
- Guest Star: Joel Brooks (Larry), Ellen Bry (Jean Hallinan), Jeff Cooper (Dott. Simon Ellby), David Healy (senatore Harbin), George O. Petrie (Harve Smithfield), Jay Varela (senatore), Joseph Warren (senatore), Morgan Woodward (Punk Anderson)
- Altri interpreti: Chris Capen, Meg Gallagher (Louella), Lance Guest, John Hart, Mary Ann Johnson, Sherril Lynn Katzman (Jackie Dugan), Andrew Massett, Robert McGovern, Don Starr (Jordan Lee), Marleann Taylor, Deborah Tranelli (Phyllis Wapner), Birgit Winslow, Ken Wright

## Terremoto in casa Ewing
- Titolo originale: The Gathering Storm
- Diretto da: Michael Preece
- Scritto da: Robert J. Shaw

### Trama
Il Progetto Takapa ha creato una profonda frattura nel rapporto tra Jock ed Ellie, tanto che i due cominciano a contemplare l'idea del divorzio. Vista la situazione, J.R. escogita un piano per vendere la Ewing Oil al magnate del petrolio Jeremy Wendell, per evitare che l'azienda venga suddivisa tra tutti i componenti della famiglia. Tra Mitch e Lucy iniziano le prime incomprensioni, dovute soprattutto al nuovo lavoro di modella della ragazza. Intanto, Cliff comincia a sospettare che nel colpo di Stato in Asia ci sia lo zampino di J.R. Rebecca si presenta a Cliff senza rivelargli di essere sua madre.
- Special Guest Star: Monte Markham (Clint Ogden), William Smithers (Jeremy Wendell)
- Guest Star: Ellen Bry (Jean Hallinan), Christopher Stone (Dave Stratton),
- Altri interpreti: Tyler Banks (John Ross Ewing III), Cherie Beasley, Morgan Hart, Hortense Petra, Deborah Tranelli (Phyllis Wapner)

## Ewing contro Ewing
- Titolo originale: Ewing vs. Ewing
- Diretto da: Irving J. Moore
- Scritto da: Leah Markus

### Trama
Donna e Ray cercano di far riappacificare Jock e Miss Ellie, ma prendono atto che i problemi tra i due non sono legati solo a opinioni divergenti riguardo al progetto del Takapa Lake. Quando J.R. scopre che Miss Ellie ha già contattato un avvocato, l'uomo accelera il suo piano di vendita della Ewing Oil. Cliff incontra Afton per la prima volta, mentre Pamela gli rivela che Rebecca è la loro madre. Bobby riesce a trovare un compromesso riguardo al Takapa Lake che mette tutti d'accordo. L'episodio si chiude con la definitiva riappacificazione tra Jock e Miss Ellie.
- Special Guest Star: Monte Markham (Clint Ogden), William Smithers (Jeremy Wendell)
- Guest Star: David Healy (senatore Harbin), George O. Petrie (Harve Smithfield), John Randolph (Lincoln Hargrove), Craig Stevens (Greg Stewart), Christopher Stone (Dave Stratton), Jay Varela (senatore), Joseph Warren (senatore), Morgan Woodward (Punk Anderson)
- Altri interpreti: Tyler Banks (John Ross Ewing III), Cherie Beasley, Dallas Coke, Richard Derr, Trent Dolan, Meg Gallagher (Louella), John Hart, Morgan Hart, Sherril Lynn Katzman (Jackie Dugan), Gordon Oas-Heim

## Un nuovo inizio
- Titolo italiano alternativo: Una nuova vita
- Titolo originale: New Beginnings
- Diretto da: Irving J. Moore
- Scritto da: Arthur Bernard Lewis

### Trama
Mentre Jock e Miss Ellie partono per la loro seconda luna di miele, Sue Ellen, affrontata dalla moglie di Clint, mette definitivamente fine alla relazione con l'uomo. Jeremy Wendell giura vendetta a J.R. quando quest'ultimo decide di non vendergli più la Ewing Oil. Cliff trascorre la notte con Afton e - essendo l'amante di J.R. - cerca di carpirle informazioni sugli affari della Ewing Oil. Un raro momento di pace tra J.R. e Sue Ellen viene interrotto da una chiamata di Kristin dalla California: il bambino che ha concepito con J.R. è nato.
- Special Guest Star: Monte Markham (Clint Ogden), William Smithers (Jeremy Wendell)
- Guest Star: Stephanie Braxton (Alisha Ogden), Craig Stevens (Greg Stewart), Christopher Stone (Dave Stratton), Morgan Woodward (Punk Anderson)
- Altri interpreti: Tyler Banks (John Ross Ewing III), Richard Derr, Meg Gallagher (Louella), Sherril Lynn Katzman (Jackie Dugan), Davis Roberts

## Il cerchio si chiude
- Titolo originale: Full Circle
- Diretto da: Michael Preece
- Scritto da: Arthur Bernard Lewis

### Trama
Mentre Cliff è impegnato su vari fronti (perdona e incontra sua madre e - grazie all'aiuto di Jeremy Wendell - presenta alla commissione del Senato le prove che J.R. è implicato nel colpo di Stato asiatico), Kristin torna a Dallas e ricatta Jordan Lee, facendogli credere di essere il padre del bambino della donna. Sue Ellen, intanto, incontra di nuovo Dusty e scopre che ha ripreso a camminare. Pamela è scioccata dalla notizia di non poter avere figli. Lucy e Mitch si separano.
- Special Guest Star: William Smithers (Jeremy Wendell)
- Guest Star: Ellen Bry (Jean Hallinan), David Healy (senatore Harbin), John Randolph (Lincoln Hargrove), Christopher Stone (Dave Stratton), Jay Varela (senatore), Joseph Warren (senatore), Morgan Woodward (Punk Anderson)
- Altri interpreti: Tyler Banks (John Ross Ewing III), Anne Bellamy, Richard Caine, Gerald Castillo, Rose Elliott, John Hart, Sherril Lynn Katzman (Jackie Dugan), Don Starr (Jordan Lee)

## Rapimento
- Titolo originale: Ewing-Gate
- Diretto da: Leonard Katzman
- Scritto da: Leonard Katzman

### Trama
Grazie all'aiuto di Afton, che permette a J.R. di sbirciare tra i documenti che Cliff ha presentato al Senato, l'uomo riesce a convincere la commissione che lui non ha avuto niente a che fare con il colpo di Stato asiatico. L'uomo finalmente riesce a conquistare definitivamente Leslie, sebbene rimanga deluso dal rapporto sessuale con la donna. Kristin, intanto, cerca di ottenere maggiore denaro dall'uomo minacciandolo di creare altri scandali. Dusty convince Sue Ellen a lasciare J.R., ma quest'ultimo le impedisce di portare via con sé John Ross. Quando Cliff va al Southfork Ranch per parlare con Bobby, accusato dal cognato di aver aiutato J.R. presso la commissione del Senato, l'uomo trova il corpo di una donna che galleggia senza vita nella piscina della residenza degli Ewing.
- Special Guest Star: William Smithers (Jeremy Wendell)
- Guest Star: Len Birman (Claude Brown), Tom Fuccello (Dave Culver), David Healy (senatore Harbin), James Hong, Byron Morrow, Jay Varela (senatore), Joseph Warren (senatore), Morgan Woodward (Punk Anderson)
- Altri interpreti: Tyler Banks (John Ross Ewing III), Bill Boyett, James L. Brown (Detective Harry McSween), Fern Fitzgerald (Marilee Stone), Meg Gallagher (Louella), John Hart, Sherril Lynn Katzman (Jackie Dugan), Don Starr (Jordan Lee), Christopher Thomas, Danny Tolkan, Deborah Tranelli (Phyllis Wapner), John Trujillo